# りゅうこつ座EV星
りゅうこつ座EV星は、太陽から約 8,200-13,700 光年離れたところにある 赤色超巨星で、半径は太陽の約1100倍以上あり、光度は太陽の約200,000倍あるとされている。この恒星はりゅうこつ座の中に位置しており、6.76等と8.8等の間を変光するSRC型の脈動変光星である。